# 유호출
유호출은 대한민국 작가이자,영어강사이다.

## 학력
서울시립대 영어영문학과 졸업
Greenwich college(Tesol)

## 경력
유튜브 유호출탐스잉글리쉬 대표
토마스 영어교육 연구소 대표
한국 교육 평가센터 평가고문
이투스청솔.대일.정진.한샘외 다수 입시 강의
주요일간지 교육법인 자문위원
세계 번역가 협회 정회원
3대 지상파외 각종방송 수능강의
(사)재능기부협회 부회장
(사)도전한국인운동협회 대한민국 최고기록 인증

## 저서
Voca Cracker 900 어원편
Reading Cracker (fast reading)
유레카 실용 영문법 사전
핀포인트 수능특강 영어
파워 솔루션 수능실전 영어

## 수상
2019 상반기 재능나눔공헌대상
2016 상반기 창조경영인 수상